# Speedy Gonzales
Speedy Gonzales ili Brzi Gonzales lik je  »najbržeg miša u cijelom Meksiku« u seriji crtanih filmova Looney Tunes and Merrie Melodies studija Warner Bros. Prikazivali su ga s prevelikim žutim sombrerom, u bijeloj košulji i hlačama i s crvenim rupcem svojstvenim nekim meksičkim nošnjama. Glavne su mu osobine sposobnost izuzetno brzog trčanja i stereotipni meksički naglasak. Pojavio se u četrdeset i šest kratkih filmova, ponekad tek kao sporedni lik.
Prvi crtani film s likom Speedyja Gonzalesa bio je Mačji repovi za dvoje (eng. Cat-Tails for Two) iz 1953. godine, u režiji Roberta McKimsona. Ovaj rani Gonzales bio je zao i dosta sličan pravom štakoru. Tek nakon dvije godine Fritz Freeling i animatorica Holly Prett redizajniraju ga u simpatičnog miša za Freelingov animirani film Speedy Gonzales. U njemu mačka Sylvester maltretira skupinu miševa, a oni pozivaju u pomoć sposobnog i vrlo energetičnog Gonzalesa, da ih spasi. Gonzales akciju protiv mačka počinje uzvikom (glas Mela Blanca) »¡Ándale! ¡Ándale! ¡Arriba! ¡Arriba! ¡Epa! ¡Epa! ¡Epa! Yeehaw!«, a Sylvester uskoro dobiva ono što zaslužuje. Godine 1956. dodijeljen im je Oscar za kratki animirani film.
Freeling i McKimson ubrzo su prepoznali Sylvestra kao Gonzalesovog glavnog suparnika u seriji crtanih filmova, slično sparivanju Kojota i Ptice Trkačice u crtanim filmovima Chucka Jonesa. Gonzales neprestano trči uokolo i nadmudruje Sylvestra, izlažući ga nizu različitih vrsta boli i poniženja, od mišolovki do slučajnog proždiranja ogromnih količina paprenog umaka Tabasca. Neki crtači sparuju Gonzalesa s rođakom Sporim Rodriguezom (eng. Slowpoke Rodriguez), »najsporijim mišem u cijelom Meksiku«. Rodriguez upada u svakojake probleme iz kojih ga može izvući jedino Brzi Gonzales. Tijekom šezdesetih godina dvadesetog stoljeća Gonzalesov glavni suparnik postao je Patak Darko (eng. Daffy Duck), što mnogi obožavatelji smatraju neobičnim, tim više što je Patak prikazan kao otvoreno zao: u jednom crtanom filmu Patak je vlasnik prodavaonice radio-aparata, a miševi na čelu s Gonzalesom ustrajno pokušavaju slušati plesnu glazbu; Patak ih na sve načine, iz čiste zlobe, u tom sprječava.
Filmovi s Brzim Gonzalesom bili su neko vrijeme na meti kritika zbog stereotipnih predodžbi o Meksikancima i životu u Meksiku. Miševi su u crtanim filmovima obično prikazani kao lijeni ženskaroši skloni piću, a sam Brzi Gonzales nosi ogromni sombrero i ponekad svira s mariachijima. Ova kritika natjerala je Cartoon Network da ne emitira filmove s Gonzalesom kada su dobili ekskluzivna prava na seriju 1999. godine. No ljubitelji i lobiranje Ujedinjene latinoameričke lige građana, koji su navodili da Gonzalesova duhovitost i osobnost učvršćuju pozitivnu sliku o Meksikanacima, uspjeli su ga spasiti pa se 2002. godine »najbrži miš u cijelom Meksiku« nastavio prikazivati na televiziji. 
Godine 2003. pojavio se u filmu Looney Tunes: Back in Action, ismijavajući svoju politički nekorektnu ulogu.